# 張柏舟
張柏舟，台灣資深男演員，演過多部電視劇。2016年5月在各政論節目中謊稱自己是法務部矯正署臺北看守所中的鄭捷教誨師，公開道歉、承認從未見過鄭捷。

## 電視劇
| 年份   | 頻道           | 劇名                           | 飾演     |
| ------ | -------------- | ------------------------------ | -------- |
|        | 台視           | 《中國民間故事》- 虎鼻師破奇案 | 虎鼻師   |
| 1972年 | 華視           | 《西螺七劍》                   | 趙金順   |
| 1983年 | 華視           | 葉青歌仔戲《人面桃花》         | 浮萍     |
| 1986年 | 華視           | 《花月正春風》                 | 阿喜     |
| 1989年 | 華視           | 《隔壁親家》                   | 陳石龍   |
| 1991年 | 華視           | 《草地狀元》                   | 許阿炳   |
| 1992年 | 華視           | 《輸人不輸陣》                 | 李碰     |
| 1998年 | 中視           | 《阿霞開店》                   | 瓦沙米   |
| 1998年 | 民視           | 《台灣作家劇場-春成的賠命錢》  | 蘇水生   |
| 1998年 | 民視           | 《台灣作家劇場-春雨》          | 阿土     |
| 2000年 | 台視           | 《因果禪》                     | 寶誌禪師 |
| 2003年 | 三立台灣台     | 《戲說台灣-水淹鴨母穴》        | 金水     |
| 2003年 | 三立台灣台     | 《戲說台灣-痘公痘婆》          | 王阿勇   |
| 2003年 | 三立台灣台     | 《戲說台灣-田都元帥》          | 黃金土   |
| 2006年 | 民視           | 《黑貓大旅社》                 | 謝源頭   |
| 2011年 | 台視           | 《田庄英雄》                   | 黑輪伯   |
| 2013年 | 公視           | 《神算》                       | 金老師   |
| 2015年 | 民視           | 《嫁妝》                       | 王鐵雄   |
| 2016年 | 民視           | 《阿不拉的三個女人》           | 劉蚶     |
| 2016年 | 民視           | 《春花望露》                   | 劉六出   |
| 2018年 | 民視           | 《大時代》                     | 楊阿公   |
| 2022年 | 民視           | 《黃金歲月》                   | 周伯通   |
| 2023年 | 民視           | 《爱的榮耀》                   | 李土龍   |
| 2023年 | 東森超視、華視 | 《阿叔》                       | 阿文師   |
| 2025年 | 大愛電視台     | 《九如一家人》                 | 鐘萬金   |

## 電影
| 年份   | 劇名               | 飾演   |
| ------ | ------------------ | ------ |
| 1987年 | 《稻草人》         | 陳發   |
| 1989年 | 《0099大發財》     | 陳發   |
|        | 《咱們都是台灣人》 | 阿龍   |
| 1991年 | 《失聲畫眉》       |        |
| 2012年 | 《球來就打》       | 阿宗師 |
| 2015年 | 《紅衣小女孩》     | 林火坤 |